# Память о Фёдоре Достоевском
На данной странице представлены сведения об увековечивании памяти русского писателя Фёдора Михайловича Достоевского.

## Музеи Фёдора Михайловича Достоевского

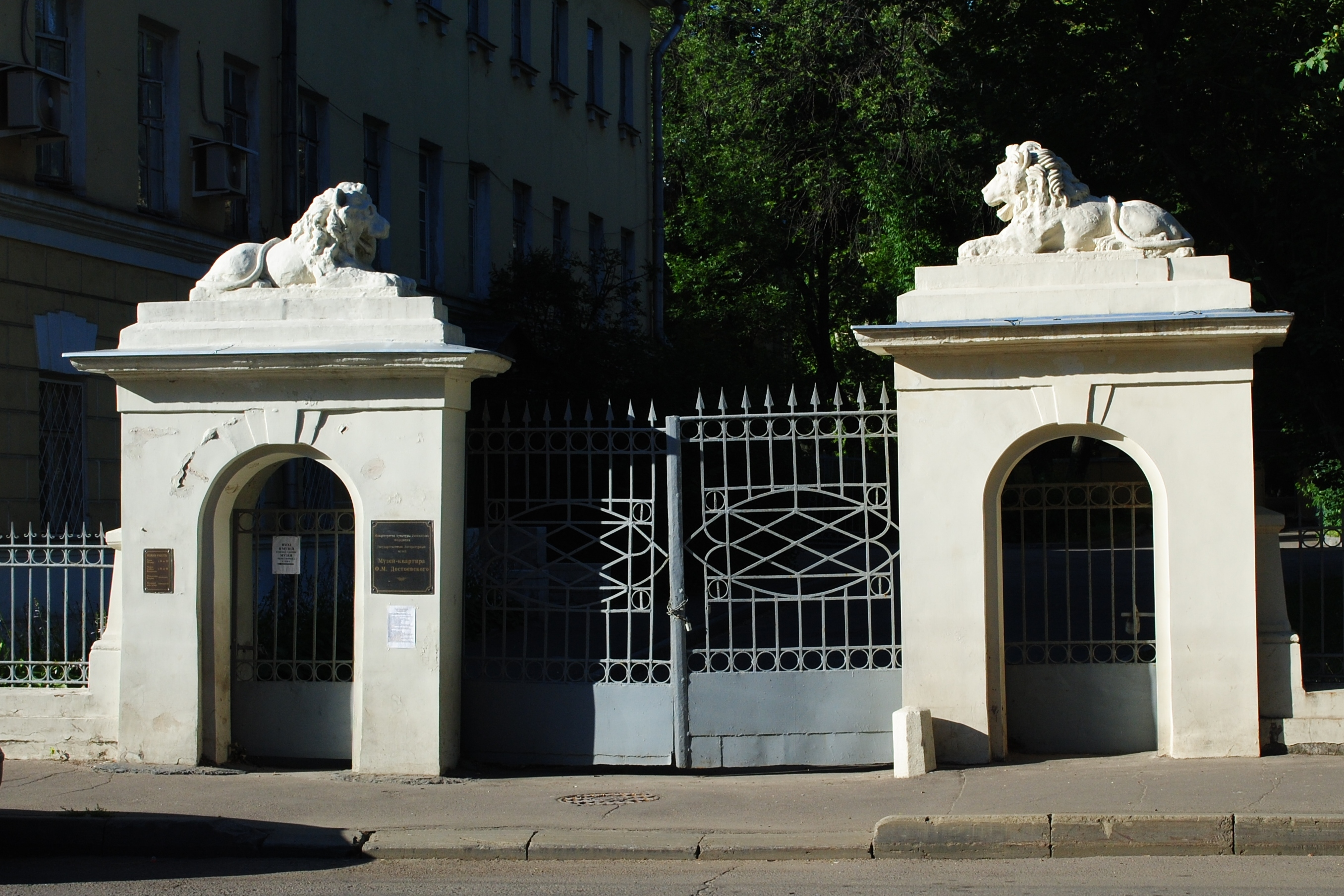
Музей-квартира Ф. М. Достоевского в Москве
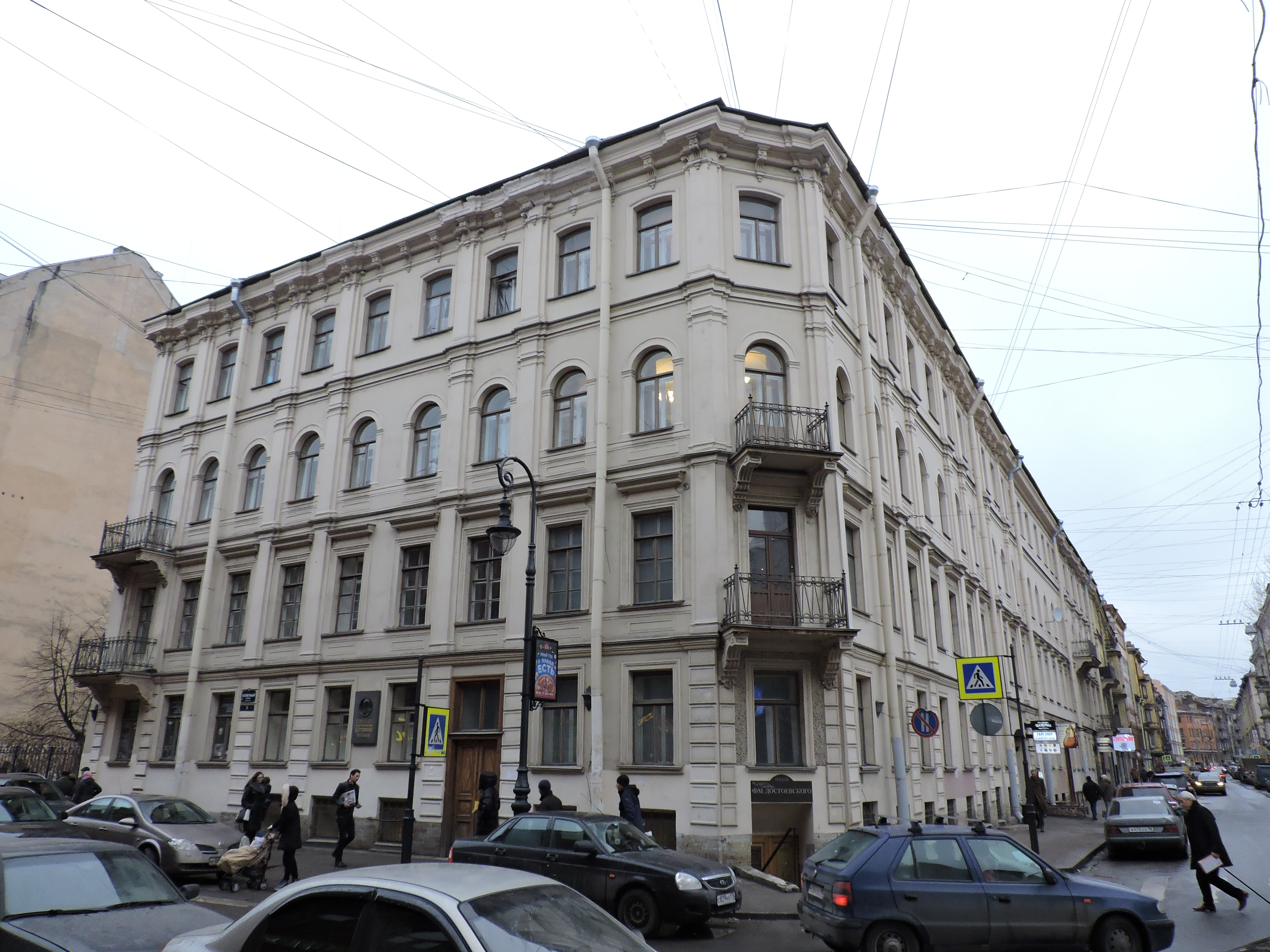
Музей-квартира Ф. М. Достоевского в Петербурге
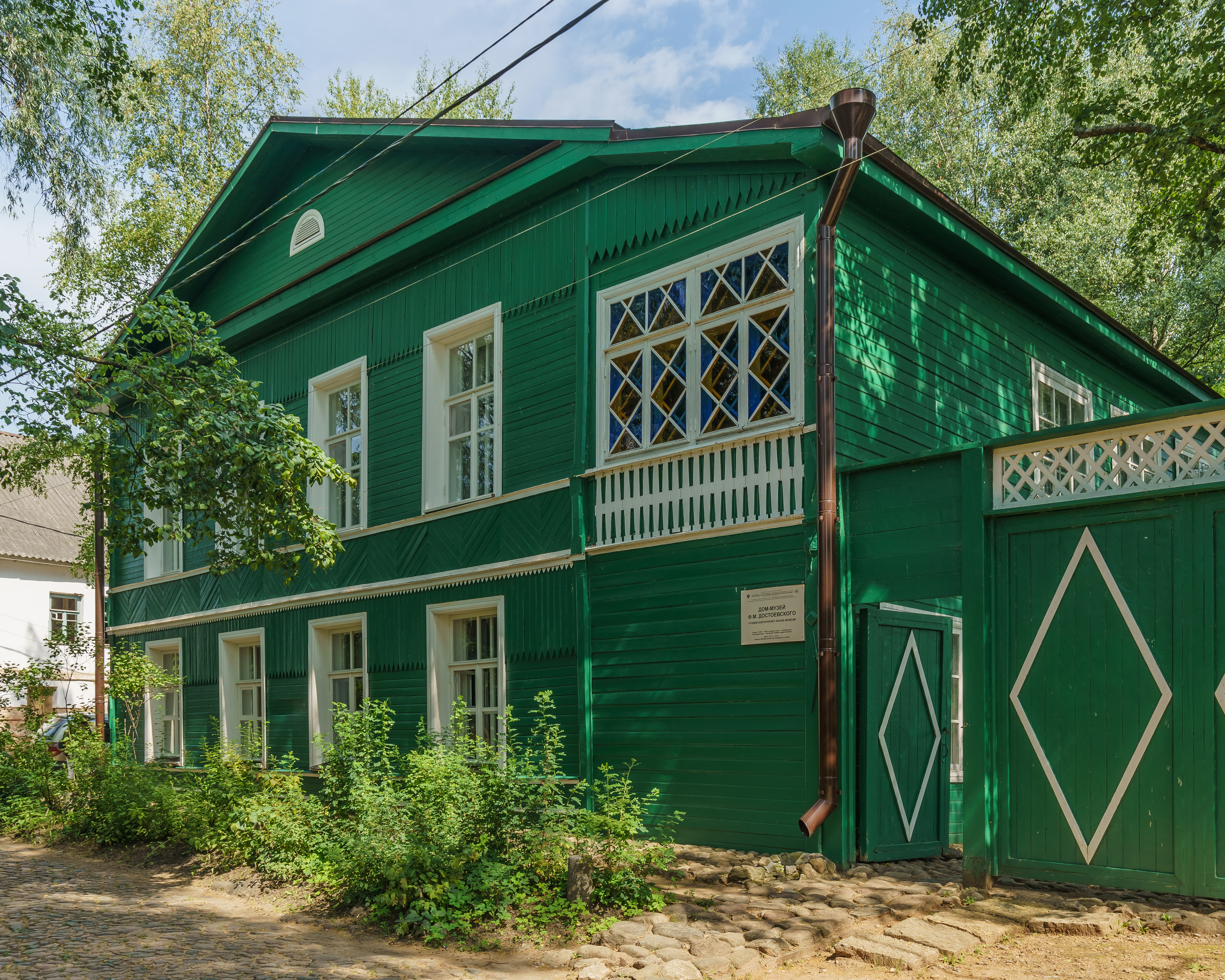
Дом-музей Ф. М. Достоевского в Старой Руссе
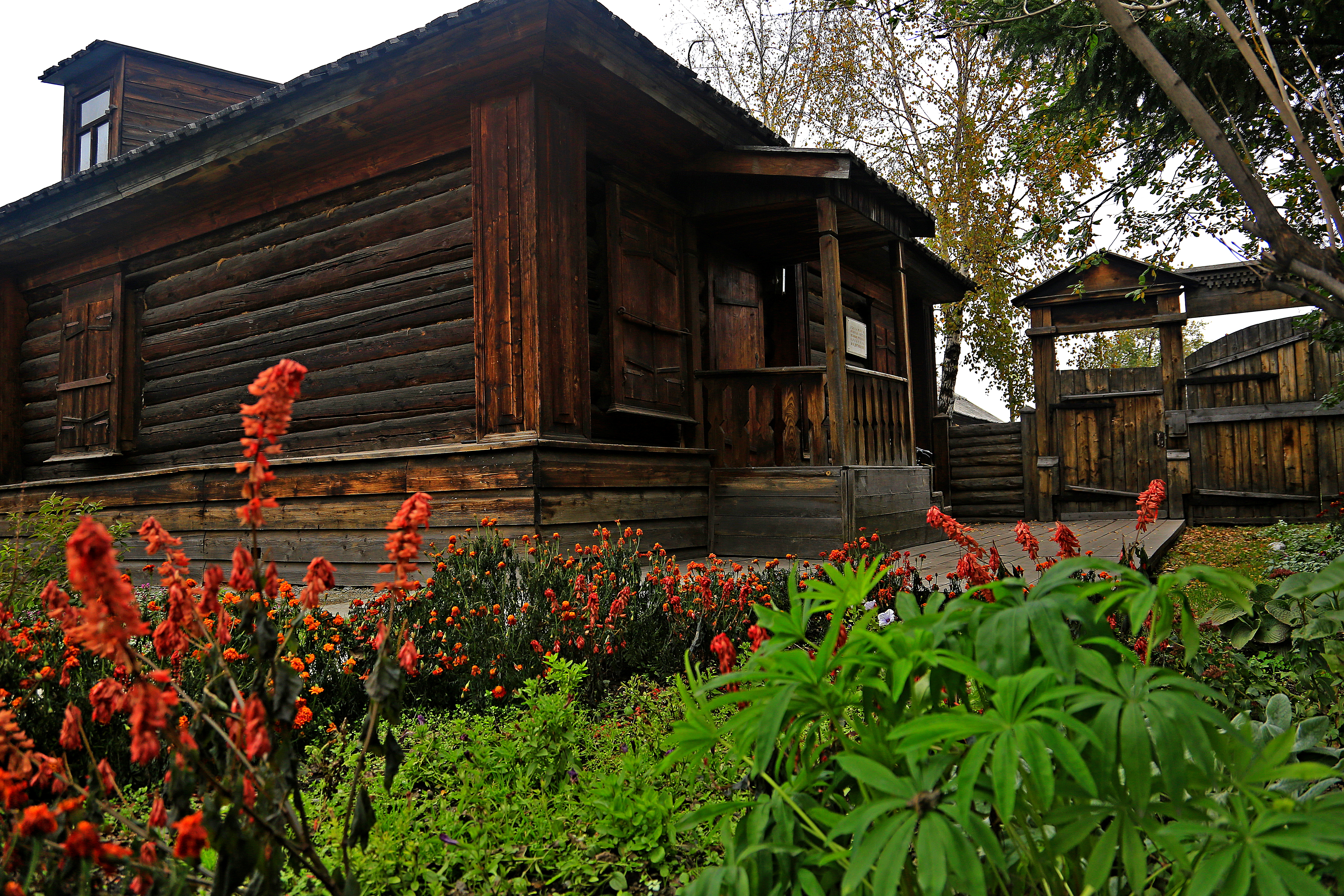
Литературно-мемориальный музей Ф. М. Достоевского в Новокузнецке

## Памятники
| Дата открытия \ этапы создания                                                                       | Местонахождение                                                                                             | Авторы                                                                                   | Описание | Фото          |
| --- | --- | ---------------------------------------------------------------------------------------- | --- | ------------- |
| открытие: 1883 30 октября                                                                            | Санкт-Петербург, Некрополь мастеров искусств                                                                | скульптор Н. А. Лаверецкий архитектор Х. К. Васильев гранитная мастерская А. А. Баринова | Надгробный памятник Ф. М. Достоевского . Бюст у стелы. Гранит, бронза. Надписи, под крестом: «Ѳ.М.ДОСТОЕВСКIЙ»; под бюстом: «АМНЬ АМНЬ ГЛЮ ВАМЪ:/АЩЕ ЗЕРНО ПШЕНИЧНО ПАДЪ НА ЗЕМЛИ НЕ/ ОУМРЕТЪ, ТО ЕДИНО ПРЕБЫВАЕТЪ; АЩЕ ЖЕ / ОУМРЕТЪ, МНОГЪ ПЛОДЪ СОТВОРИТЬ./Iоанна гл. 12 ст. 24.» |               |
| работа скульптора: 1911—1914 открытие: 1918 7 ноября (1) перенос: 1936 (2) создание постамента: 1956 | Москва, Цветной бульвар (1); улица Достоевского, дом 2, рядом с Мариинской больницей (2)                    | скульптор С. Д. Меркуров архитектор И. А. Француз (2) натурщик А. Н. Вертинский          | Памятник Достоевскому в Москве. Фигура в рост. Шведский гранит. 3,5 метра Надпись: «ФЕДОР МИХАЙЛОВИЧ \ ДОСТОЕВСКИЙ» |               |
| установка: 1956                                                                                      | Санкт-Петербург, на здании Литературно-мемориального музея Ф. М. Достоевского, Кузнечный переулок, дом 5/2. | скульптор Н. А. Соколов архитектор М. Е. Егоров                                          | Доска с рельефным портретом. Гранит, бронза. Надпись: «В этом доме в 1846 г. и с 1878 г. по \ день смерти 9 февраля 1881 г. жил \ ФЕДОР МИХАЙЛОВИЧ \ ДОСТОЕВСКИЙ \ Здесь был написан роман "БРАТЬЯ КАРАМАЗОВЫ"» |               |
| работа скульптора: 1971 установка: 1972                                                              | Омск, на здании Литературного музея имени Ф. М. Достоевского, ул. Достоевского, 1                           | скульптор Фёдор Дмитриевич Манжос архитектор Юрий Алексеевич Захаров                     | Рельеф. Фигура в рост. Чугун. Надпись: «В этом / доме бывал / великий / русский писатель / Фёдор / Михайлович / Достоевский» |               |
| 1977                                                                                                 | Семей, у здания Литературно-мемориального музея Ф.Достоевского                                              | скульптор Дмитрий Григорьевич Элбакидзе                                                  | Памятник Ф. М. Достоевскому и Ч. Ч. Валиханову Сидящие фигуры |               |
| открытие: 1993 25 сентября                                                                           | усадьба Даровое                                                                                             | скульптор Ю. Ф. Иванов архитектор Н. А. Ковальчук                                        | Памятник Ф. М. Достоевскому в усадьбе Даровое Фигура сидящая. Бронза, красный гранит. Высота статуи около 2,2 м.; постамента — около 0,7 м. Надписи на постаменте спереди: автограф писателя «Фёдор Достоевский»; слева: «ПАМЯТНИК \ ВОЗДВИГНУТ НА СРЕДСТВА \ ГРАЖДАНИНА РОССИИ \ БОРИСА ВАСИЛЬЕВИЧА \ ПИСАРЕВА» и «1993»; справа: «ПРОРОКУ — ОТЕЧЕСТВО»                                               |               |
| 1995                                                                                                 | Достоево | скульптор Иван Иванович Данильченко                                                      | Фигура сидящая Бронза. Надпись: «Достоевский \ Федор \ Михайлович \ 1821 - 1881» |               |
| 1995                                                                                                 | Санкт-Петербург, ул. Егорова, 8.                                                                            | скульптор Александр Б. Беленький архитекторы В. И. Емельянов, Р.С. Санжаровский          | Доска с рельефным портретом. Гранит, латунь. Надпись: «На этом месте стоял доходный дом, \ в котором с марта 1860 года \ по сентябрь 1861 года \ жил великий русский писатель \ Ф.М. Достоевский \ и работал над “Записками из мертвого дома” \ и романом \ “Униженные и оскорбленные”» | внешнее фото: |
| 1997                                                                                                 | Москва, у здания Российской Государственной Библиотеки                                                      | скульптор А. И. Рукавишников архитектор М. М. Посохин, А. Г. Кочековский, С. А. Шаров    | Памятник Достоевскому Фигура сидящая. Бронза. Надпись: «Достоевский» |               |
| работа скульптора: с 1956 победа в конкурсе: 1988 доработка 1993—1994 открытие: 1997 30 мая          | Санкт-Петербург, Большая Московская ул., 1                                                                  | ск-ры. Л. М. Холина, П. П. Игнатьев; архитектор В. Л. Спиридонов                         | Фигура сидящая. Гранит, бронза. Высота скульптуры — 2 м, постамента — 1,5 м. Надпись: «ДОСТОЕВСКОМУ» |               |
| 1997                                                                                                 | Висбаден | скульптор Г. Д. Гликман                                                                  | бюст | внешнее фото: |
| открытие: 1999 7 июля                                                                                | Санкт-Петербург, угол Столярного пер. и Гражданской ул.                                                     | скульптор Е. Н. Ротанов архитектор Владимир Иванович Новосадюк                           | Дом Раскольникова Доска с рельефной фигурой Надпись: «ДОМ РАСКОЛЬНИКОВА \ ТРАГИЧЕСКИЕ СУДЬБЫ ЛЮДЕЙ \ ЭТОЙ МЕСТНОСТИ ПЕТЕРБУРГА \ ПОСЛУЖИЛИ \ ДОСТОЕВСКОМУ \ ОСНОВОЙ \ ЕГО СТРАСТНОЙ ПРОПОВЕДИ \ ДОБРА \ ДЛЯ ВСЕГО ЧЕЛОВЕЧЕСТВА» | внешнее фото: |
| 2000                                                                                                 | Омск, у здания драматического театра                                                                        | скульптор Александр Николаевич Капралов архитектор Юрий Алексеевич Захаров               | «Крест несущий» Фигура в рост. Железо, сварка, механическая обработка. | внешнее фото  |
| установка: 2001 12 ноября (1) замена: 2007 (2)                                                       | Омск, перекресток улиц Партизанской, Спартаковской                                                          | скульптор Сергей Александрович Голованцев арх. А. М. Каримов                             | Фигура в рост. Сначала Бетон (1). Бронза (2). Надпись: «ДОСТОЕВСКОМУ» |               |
| открытие: 2001 11 ноября                                                                             | Старая Русса, Писательский сквер                                                                            | скульптор В. М. Клыков                                                                   | Фигура сидящая. Бронза. Надпись: Федору \ Михайловичу \ Достоевскому |               |
| открытие: 2001 11 ноября                                                                             | Новокузнецк, у здания Литературно-мемориального музея Ф.М. Достоевского, ул. Достоевского, 29               | скульптор А. И. Брагин                                                                   | Бюст. Бронза. Высота 2,5 м. Надпись: «Достоевский \ Фёдор \ Михайлович» | внешнее фото: |
| открытие: 2002 31 мая                                                                                | Таллин, в парке Канути                                                                                      | скульптор В. А. Евдокимов                                                                | Бюст. Бронза. Надпись на двух языках:«ФЕДОРУ \ ДОСТОЕВСКОМУ \ FIODOR \ DOSTOEVSKI \ ДАР \ ПРАВИТЕЛЬСТВА МОСКВЫ \ ГОРОДУ ТАЛЛИНУ \ MOSKWA LINOVALITSUSE \ KINGITUS \ TALLINNA LINNALE \ Памятник воздвигнут \ по инициативе \ Общества Славянских культур. \ Постамент и пьедестал памятника \ сооружены на народные \ пожертвования жителей \ Эстонии, России и других стран (повторена на эстонском)» |               |
| 2004                                                                                                 | Баден-Баден                                                                                                 | скульптор Л. М. Баранов                                                                  | Фигура сидящая Бронза. |               |
| открытие: 2006 10 октября                                                                            | Дрезден, набережная Эльбы                                                                                   | скульптор А. И. Рукавишников                                                             | Фигура сидящая. Бронза. На открытии присутствовали президент РФ Владимир Путин и федеральный канцлер ФРГ Ангела Меркель. |               |
| 2007                                                                                                 | Москва, Люблино, на территории ГБОУ СОШ № 1148, Краснодонская улица, дом 2                                  | скульптор Евгений Петрович Шишков                                                        | Памятник Фёдору Достоевскому Бюст. Бронза. Надпись: «БЕЗ ВЫСШЕЙ ИДЕИ НЕ МОЖЕТ СУЩЕСТВОВАТЬ \ НИ ЧЕЛОВЕК, НИ НАЦИЯ. \ А ВЫСШАЯ ИДЕЯ НА ЗЕМЛЕ ЛИШЬ ОДНА \ И ИМЕННО ИДЕЯ О БЕССМЕРТИИ \ ДУШИ ЧЕЛОВЕЧЕСКОЙ, \ ИБО ВСЕ ОСТАЛЬНЫЕ «ВЫСШИЕ» ИДЕИ ЖИЗНИ, \ КОТОРЫМИ МОЖЕТ БЫТЬ ЖИВ ЧЕЛОВЕК, \ ЛИШЬ ИЗ ОДНОЙ ВЫТЕКАЮТ. (Подпись)»                                                                               |               |
| 2008                                                                                                 | Добрич | скульптор Христо Илиев                                                                   | Бюст. Бронза. Надпись: «1876... \ ГОЛОС-КАМБАТА \ В ЗАЩИТА \ НА БЪЛГАРИТЕ» | внешний файл: |
| 2008 июнь                                                                                            | Новосибирск, на Красном проспекте                                                                           | скульптор А. И. Бортник                                                                  | Бюст. Бронза. Надпись: «Ф. М. ДОСТОЕВСКИЙ» | внешнее фото  |
| открытие: 2010 29 октября                                                                            | Тобольск, в сквере Достоевского                                                                             | скульптор М. В. Переяславец                                                              | Памятник Федору Михайловичу Достоевскому Фигура сидящая. Бронза. «ФЕДОРУ МИХАЙЛОВИЧУ \ ДОСТОЕВСКОМУ» |               |
| 2013                                                                                                 | Харьков, в Саду скульптур во дворе ресторана «Эрмитаж», ул. Максимилиановская (Ольминского), 18             | скульптор Владимир Сергеевич Кочмар                                                      | Фигура в рост. Бронза. Надпись: «Ф. Достоевский» | внешнее фото: |
| 2014                                                                                                 | Гомбург | скульптор Н. А. Карлыханов                                                               | Фигура в рост. Бронза. | внешний файл: |
| открытие: 2014 3 ноября                                                                              | Копенгаген                                                                                                  | скульптор А. В. Тыртышников                                                              | Фигура в рост. Бронза. Надпись: «Fjodor Dostojevskij 1821 – 1881 \ Russisk forfatter» | внешнее фото: |
| 2020                                                                                                 | Большеречье                                                                                                 | скульптор С. А. Голованцев                                                               | Фигура в рост. Бетон. | внешнее фото: |
| открытие: 2021 11 ноября                                                                             | Калининград, перекрёсток улиц Носова и Грекова                                                              | скульптор Андрей Евгеньевич Следков                                                      | Фигура в рост на каменной глыбе. Бронза. Высота 2,5 м Надпись: «подпись» | внешнее фото: |
| открытие: 2021 11 июня                                                                               | Переславль-Залесский, напротив Свято-Никольского женского монастыря                                         | скульптор Сергей Юрьевич Бычков                                                          | Фигура в рост на фоне кирпичной стены-книги. Бронза. Высота 3 м | внешнее фото: |
| 2021                                                                                                 | Москва, у книжного клуба «Достоевский» на Воздвиженке                                                       | скульптор Анастасия Лужина                                                               | Городская скульптура. Фигура сидящая. Бронза. | внешнее фото: |
| открытие: 2021 18 октября                                                                            | Омск, на месте каторжного острога                                                                           | скульптор Александр Николаевич Капралов                                                  | Знак, композиция. | внешнее фото: |
| без даты                                                                                             | Баден-Баден, на балконе гостиницы «Dostojewskij Haus», где останавливался писатель                          |                                                                                          | голова |               |

## Мемориальные доски
По многим адресам, где проживал и работал Ф. М. Достоевский установлены памятные доски, в частности в Санкт-Петербурге на следующих домах:
- 1971 — Владимирский проспект, 11 (дом К. Я. Пряничникова) со стороны Графского переулка, 10: «В этом доме с 1842 г. по 1845 г. жил Федор Михайлович Достоевский. Здесь им был написан роман „Бедные люди“»[15]
- 1956 — Кузнечный переулок, 5/2 (дом У. К. Кучиной), ныне музей писателя: «В этом доме в 1846 г. и с 1878 г. по день смерти 9 февраля 1881 г. жил Федор Михайлович Достоевский. Здесь им был написан роман „Братья Карамазовы“»[16]
- 2000 — Вознесенский проспект, 8 (доходный дом Я. Х. Шиля)[17]
- 1995 — 3-я Красноармейская улица (бывшая 3-я рота Измайловского полка, 5) со стороны улицы Егорова, 8: «На этом месте стоял доходный дом, в котором с марта 1860 года по сентябрь 1861 года жил великий русский писатель Ф. М. Достоевский и работал над „Записками из Мёртвого дома“ и романом „Униженные и оскорблённые“»[18]
- 1998 — Казначейская улица, 7 (ранее доходный дом И. М. Алонкина на Малой Мещанской): «В этом доме в 1864—1867 годах жил Федор Михайлович Достоевский. Здесь написан роман „Преступление и наказание“»[19]. Здесь же был создан роман «Игрок»
- 1986 — доска на фасаде курзала «Висбаденские воды» напоминает о том, что в Висбадене создавался роман «Игрок»[20][К 1]

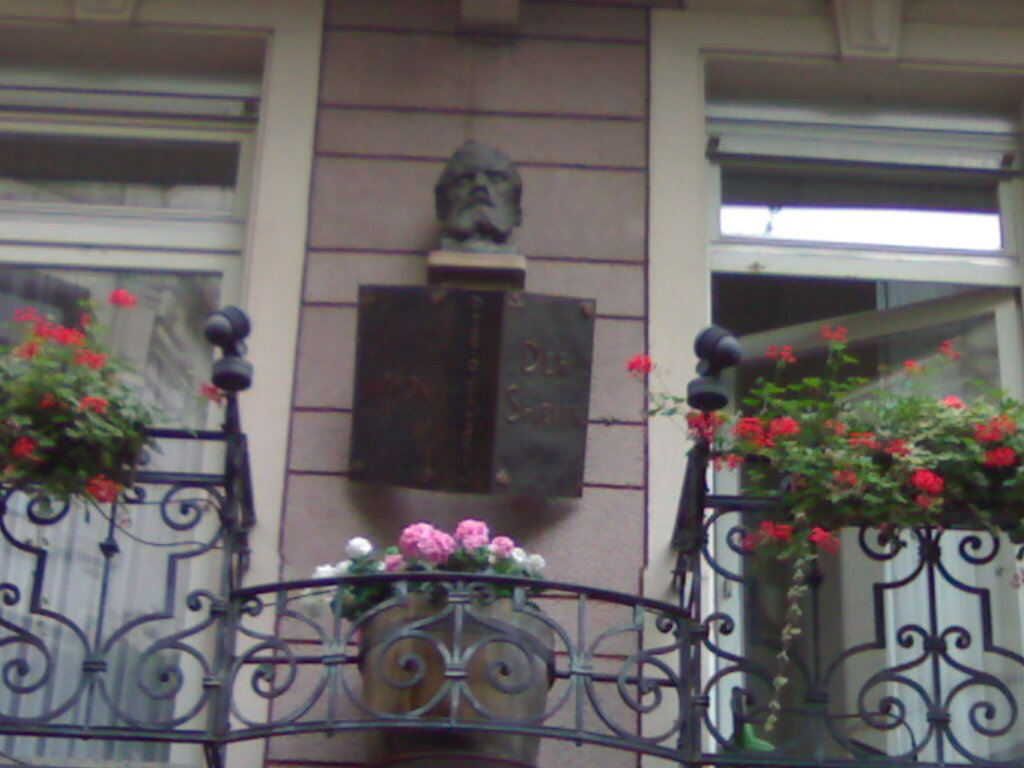
Барельеф на балконе квартиры, в которой Достоевский «написал» роман «Игрок». Баден-Баден
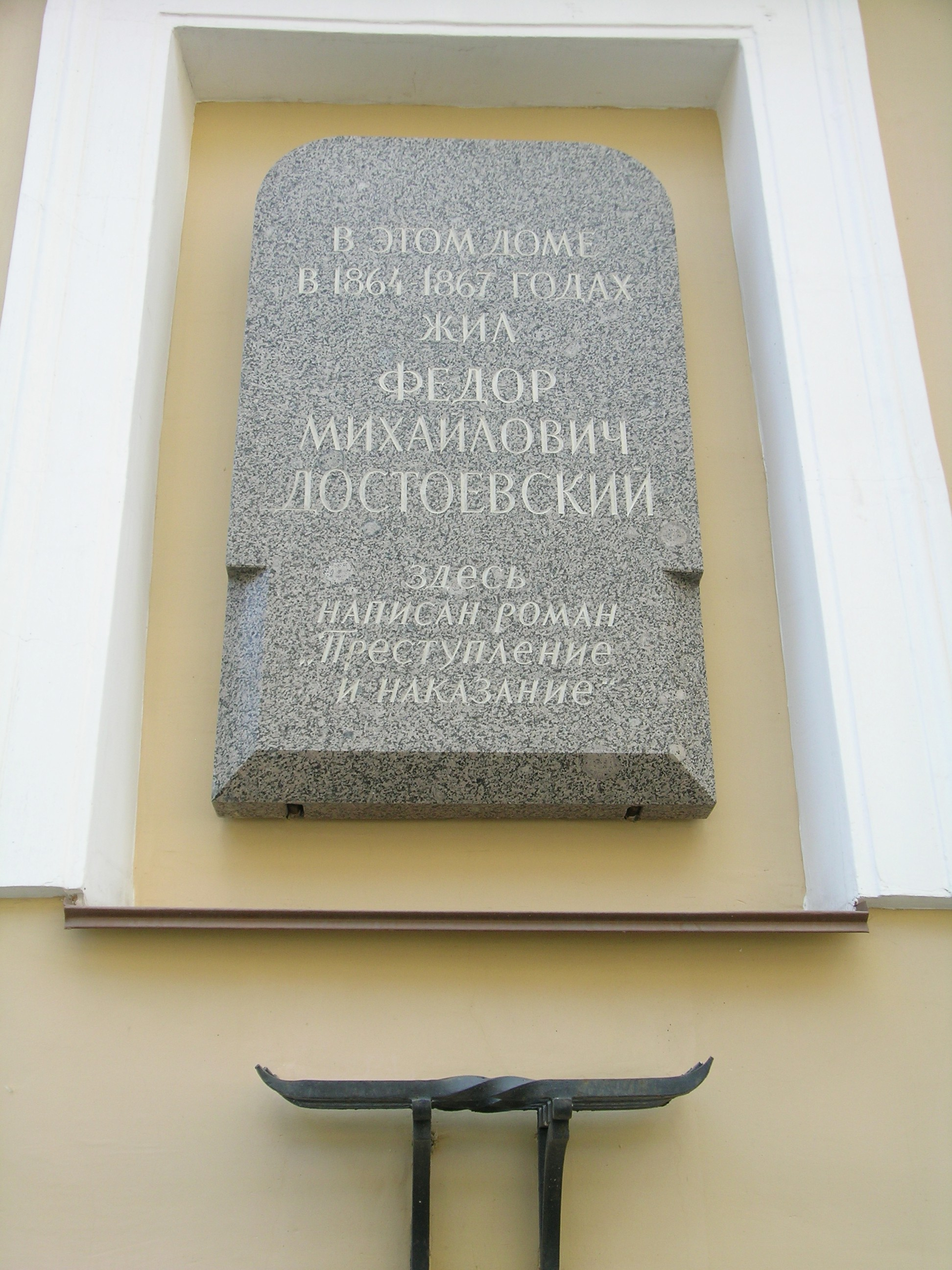
Мемориальная доска (Санкт-Петербург, ул. Казначейная, 7)
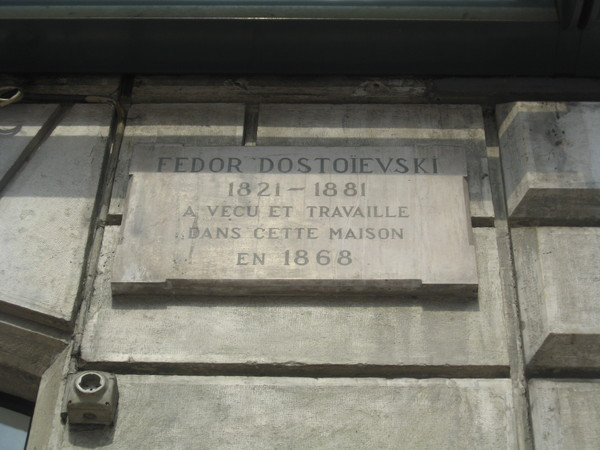
Женева, мемориальная доска на доме, в котором жил Достоевский в 1868 году

- 2006 — в Вильнюсе на здании гостиницы по улице Диджейи № 20, в которой в 1867 году по пути в Берлин останавливался Ф. М. Достоевский с женой Анной Григорьевной, была открыта мемориальная доска скульптора Ромуальдаса Квинтаса. Впоследствии Достоевский кратковременно бывал там по пути из Петербурга в Западную Европу и обратно[21] Демонтирована в 2025 году по решению Вильнюсского городского совета[22].

Достоевский был во Флоренции дважды: с Н. Н. Страховым летом 1862 года и с декабря 1868 года по июнь 1869 года с женой Анной Григорьевной. На площади Питти (Palazzo Pitti) на доме № 22 имеется мемориальная доска: «Где-то здесь на рубеже 1868 и 1869 годов Федор Михайлович Достоевский завершил роман „Идиот“» (итал. In questi pressi fra il 1868 e il 1869 Fedor Michailovic Dostoevckij compí il romanzo «L`Idiota»). Уже после установления памятной доски Н. П. Прожогин обнаружил запись Достоевского в библиотеке с указанием своего действительного адреса во Флоренции: улица Гвиччардини (Guicciardini), 8. Роман «Идиот» писатель завершил 17 января 1869 года.

## Зона Достоевского
«Зона Достоевского» — так неформально именуется район подле Сенной площади в Санкт-Петербурге, который тесно связан с творчеством Ф. М. Достоевского. В домах № 1, № 7 (установлена памятная доска) и № 9 по Казначейской улице жил писатель, а в доме № 1 в квартире брата Михаила располагались редакции журналов «Время» и «Эпоха». Здесь на улицах, переулках, проспектах, на самой площади, на Екатерининском канале разворачиваются действия ряда произведений писателя («Идиот», «Преступление и наказание» и других). В домах этих улиц Достоевский поселил своих литературных персонажей — Родиона Романовича Раскольникова, Соню Мармеладову, Свидригайлова, генерала Епанчина, Рогожина и других.

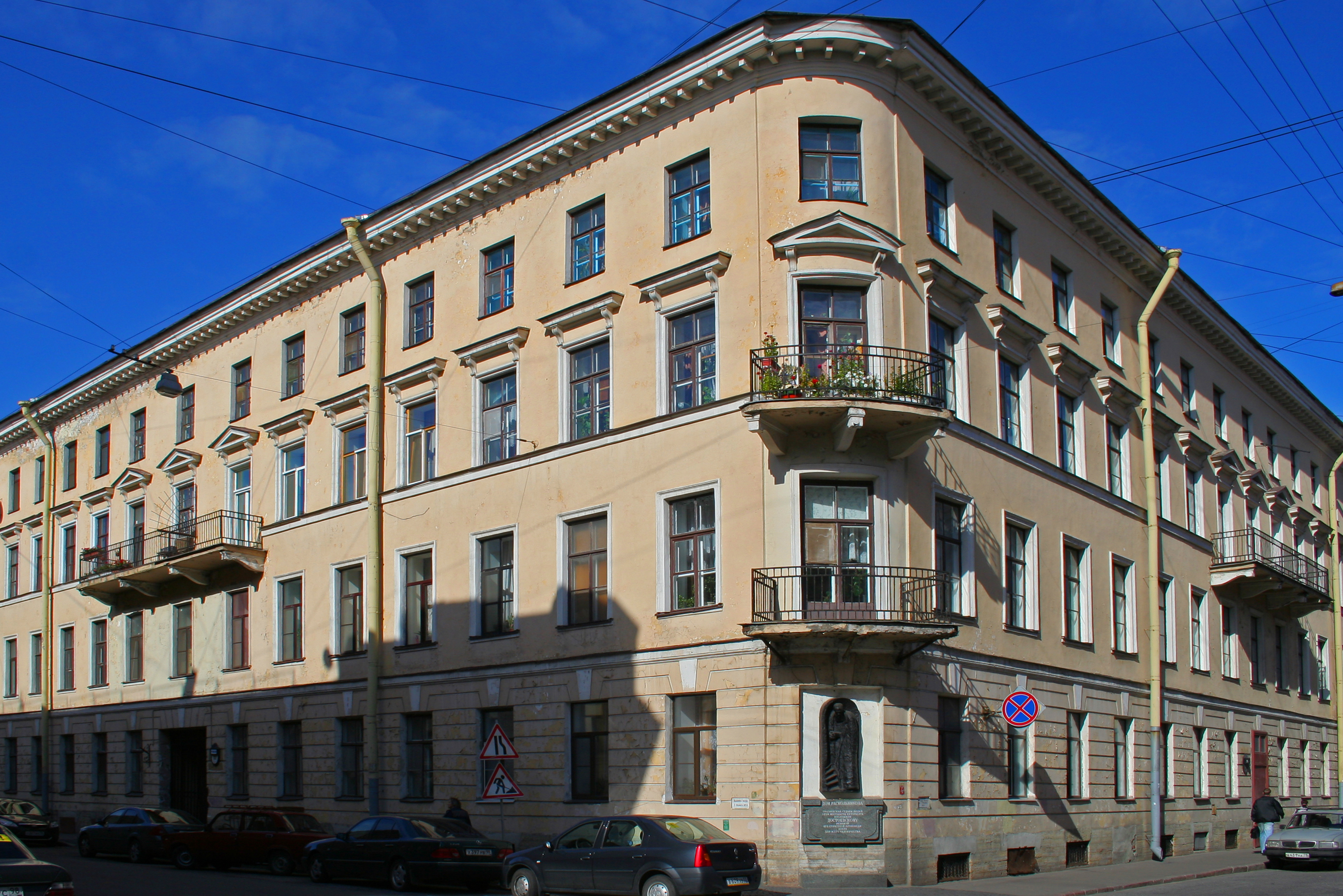
Дом Раскольникова

На Гражданской улице (бывшей Средней Мещанской) в доме № 19 (угол Столярного переулка, 5) по мнению краеведов «жил» Родион Раскольников. Во многих путеводителях по Санкт-Петербургу это здание значится как «Дом Раскольникова», на углу которого 7 июля 1999 года был установлен горельеф Ф. М. Достоевскому.
«Зона Достоевского» создана в 1980—1990-х годах по требованию общественности, заставившей городские власти привести в порядок расположенные здесь памятные места, которые связаны с именем писателя.

## В нумизматике
- В 1996 году Банк России выпустил серебряную памятную монету в честь 175-летия со дня рождения писателя.
- В 2021 году Банк России выпустил серебряную памятную монету в честь 200-летия со дня рождения писателя.

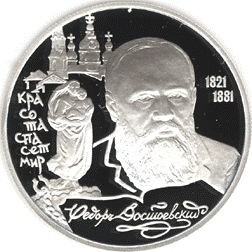
Памятная монета Банка России, посвящённая 175-летию со дня рождения Ф. М. Достоевского. 2 рубля, серебро, 1996 год
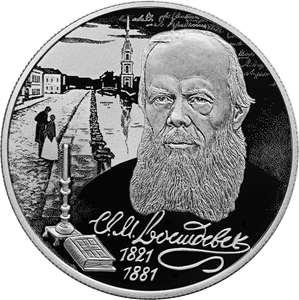
Памятная серебряная монета 2021 года, посвящённая 200-летию со дня рождения Ф.М. Достоевского

## В фалеристике
- Медаль Министерства культуры Российской Федерации "Великий русский писатель Ф.М. Достоевский 1821 - 2021" за вклад в развитие русской культуры и литературы [28].

## В филателии
- Первые посвящённые Ф. М. Достоевскому памятные почтовые марки вышли в 1956 году в Болгарии, Румынии и СССР. В 1971 году в ознаменование 150-летия со дня рождения писателя в СССР была выпущена марка и конверты первого дня (11.11.1971), погашенные в Ленинграде и Москве. В 1978 году в Болгарии в честь писателя вышла памятная почтовая марка[29].

Почтовые марки СССР
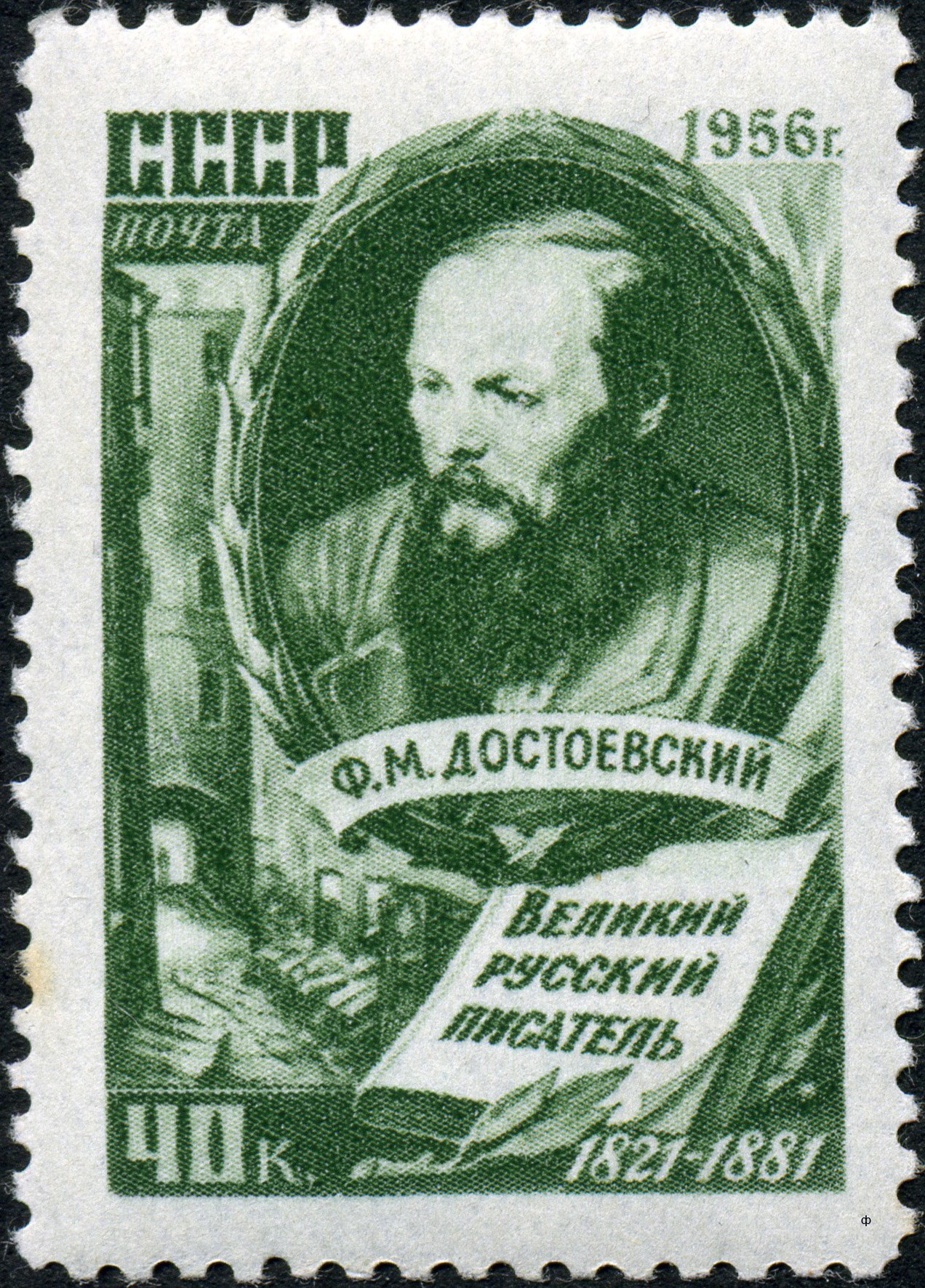
1956 год
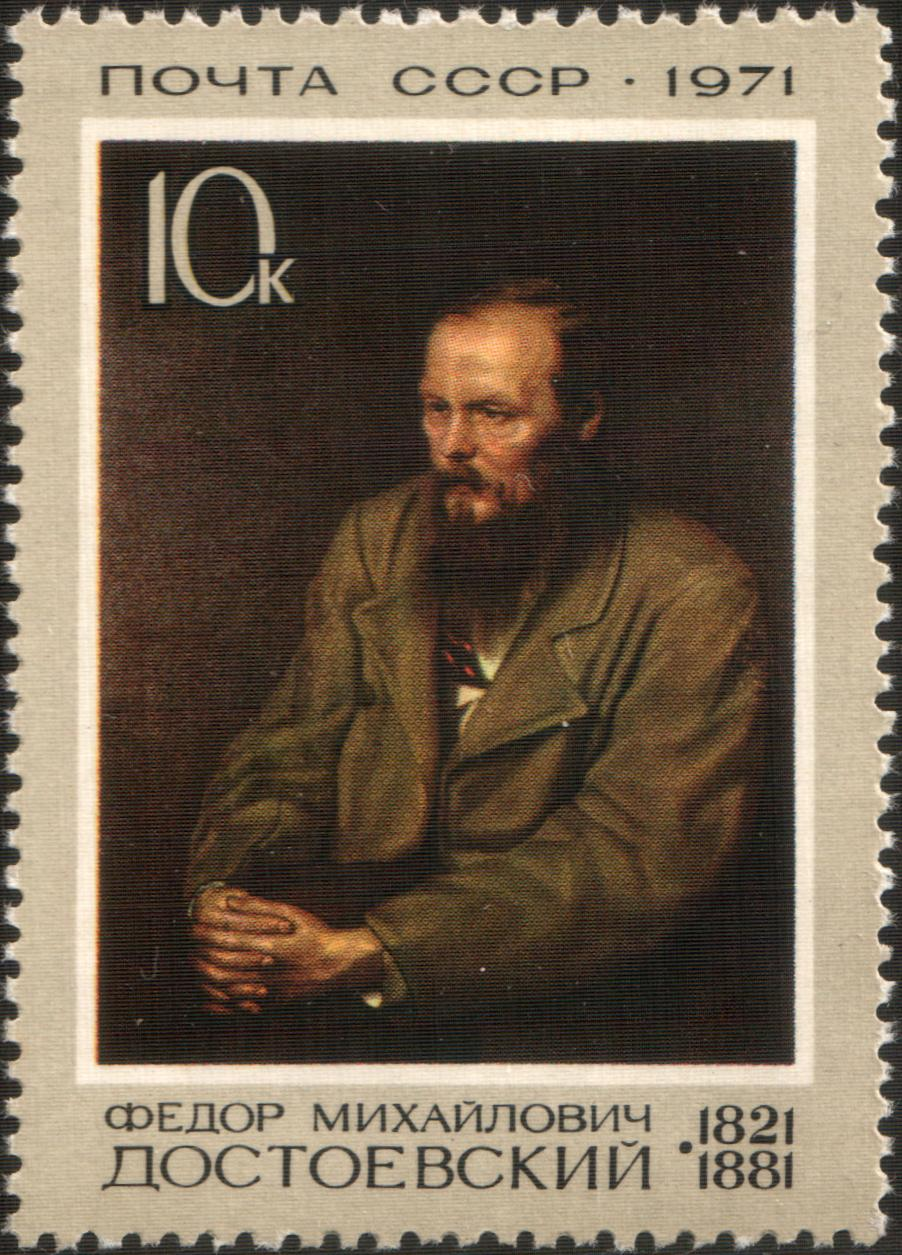
1971 год
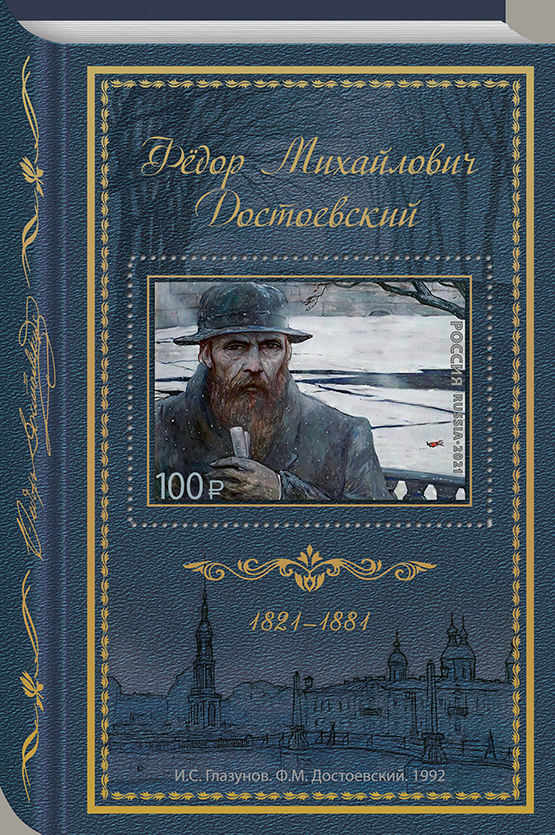
Почтовый блок: 200 лет со дня рождения Ф. М. Достоевского (1821–1881), писателя

## Названия в честь Ф. М. Достоевского
- В Великом Новгороде имя писателя носит Новгородский академический театр драмы имени Ф. М. Достоевского.
- В Новокузнецке (бывш. Кузнецк) есть улица и мемориальный музей Ф. М. Достоевского.
- В Омске в честь Ф. М. Достоевского названа улица, библиотека, Омский государственный литературный музей, Омский государственный университет, установлено 2 памятника; один из них был открыт 12 ноября 2001 года ко дню 180-летия рождения писателя, и др.
- В родовом имении Достоевских, аг. Достоево (Ивановский район, Брестская область), имя Ф.М. Достоевского носит средняя школа.
- В Старой Руссе Новгородской области именем писателя названа набережная Достоевского на реке Порусья.
- Самолет Boeing 767 VP-BAX авиакомпании Аэрофлот назван в честь Фёдора Достоевского.

- В 1956 году в Венгрии был построен колёсный пароход «Достоевский», занятый в съёмках в фильма «Жестокий романс» под названием «Святая Ольга».
- В 1979 году именем Ф. М. Достоевского назван кратер на планете Меркурий.
- В честь Ф. М. Достоевского сотрудником Крымской астрофизической обсерватории Л. Г. Карачкиной названа малая планета 3453 Dostoevsky[30], открытая 27 сентября 1981 года.
- В 1983 году в Германии по проекту 301 был построен теплоход «Фёдор Достоевский».
- В Санкт-Петербурге именем Ф. М. Достоевского названа улица. 30 декабря 1991 года была открыта станция метро Достоевская, получившая это название из-за близости к музею-квартире Ф. М. Достоевского.
- В мае 2006 года вышел роман писателя Бориса Акунина «Ф. М.», в котором внук Эраста Фандорина пытается найти неизвестный вариант рукописи романа Достоевского «Преступление и наказание».
- В декабре 2018 года было объявлено о переименовании в честь Достоевского санкт-петербургского международного аэропорта «Пулково»

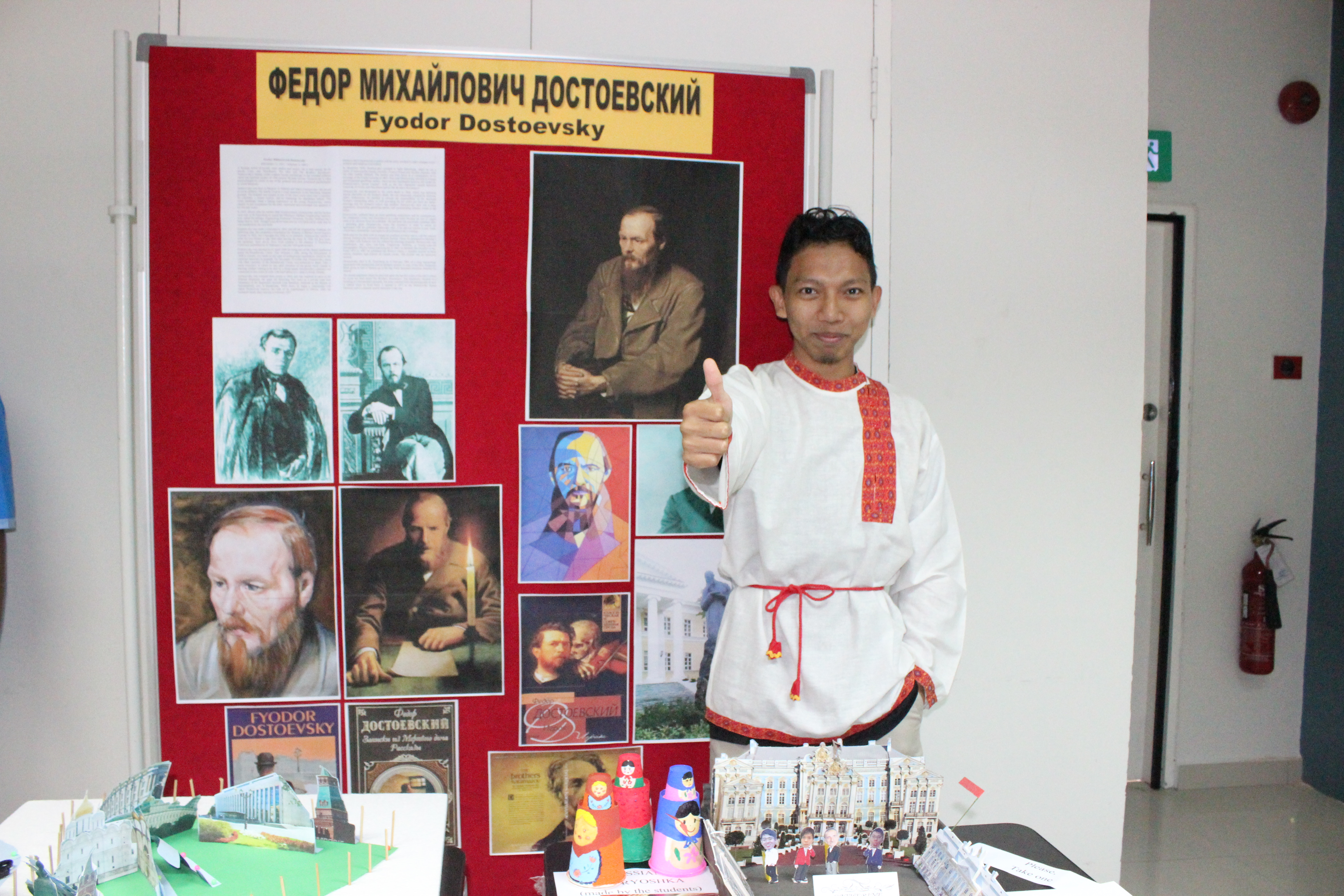
Дни Достоевского в Университете Малайзии (Куала-Лумпур)

- В Москве имя писателя носят улица и переулок. 19 июня 2010 года открылась 181-я станция Московского метрополитена «Достоевская». Выход в город осуществляется на Суворовскую площадь, Селезнёвскую улицу и улицу Дурова. Оформление станции: на стенах станции изображены сцены, иллюстрирующие четыре романа Ф. М. Достоевского («Преступление и наказание», «Идиот», «Бесы», «Братья Карамазовы»).
- В октябре 2011 года в Университете Малайя (Куала-Лумпур) прошли дни, посвящённые 190-летию со дня рождения Ф. М. Достоевского.
- Семипалатинский областной русский драматический театр имени Ф. М. Достоевского.
- Именем Достоевского назван персонаж франшизы "Bungo Stray Dogs".
- Харбинская гимназия им. Ф. М. Достоевского (1926-1936) [31].
- В 2023 году название «Достоевский» было присвоено модели трамвая, разрабатываемой для эксплуатации в Санкт-Петербурге.

## В топонимике
Годонимы в честь писателя имеются во многих городах Белоруссии, Литвы, России и Украины. Перечень названий улиц и переулков Достоевского:

## В уличном искусстве
- В 2021 году российский стрит-артист Zoom создал в Петербурге граффити «Достоевский расчленяет либеральную идею». Работа находилась на набережной канала Грибоедова, 67, в нескольких шагах от «дома Раскольникова». Писатель изображён с топором в руке и завязанным мешком рядом с ним[32][33][34].